# Miltokythes (Söldner)
Miltokythes (griechisch Μιλτοκύθης Miltokýthēs) war ein thrakischer Söldnerführer am Ende des 5. und Anfang des 4. Jahrhunderts v. Chr.
Miltokythes stand zunächst in Diensten des persischen Prinzen Kyros des Jüngeren und unterstützte ihn beim Kampf um die persische Krone gegen Kyros’ Bruder Artaxerxes II. Nach der verlorenen Schlacht bei Kunaxa 401 v. Chr. wechselte er die Seiten und trat in die Dienste Artaxerxes’ II.